# Jules Mazeman de Couthove
Baron Jules Joseph Timothee Mazeman de Couthove, ook Mazeman de Couthove de Tonlieu, (Ieper, 28 januari 1811 - Proven, 12 januari 1879) was een Belgisch senator en burgemeester. 

## Levensloop
Hij werd geboren als enige zoon, na drie dochters, in het gezin van de burgemeester van Poperinge Jacques François Joseph de Mazeman (1768-1837) en van Aimée Marie Delanghe (1777-1843). De familie behoorde tot de erkende erfelijk adel sinds 1772. In 1816 werd deze adel bevestigd, samen met de opname in het ridderkorps van West-Vlaanderen. Jules verkreeg in 1848 de bij eerstgeboorte erfelijke titel van baron.
Hij was van 1836 tot 1872 burgemeester van de Belgische gemeente Proven, tegenwoordig een deelgemeente van het West-Vlaamse Poperinge.
Hij was lid van de provincieraad van West-Vlaanderen van 1838 tot 1859. Dat jaar werd hij verkozen tot liberaal senator voor het arrondissement Ieper en vervulde dit mandaat tot in 1877.
Hij liet het kasteel Couthove verbouwen. Onder zijn bestuur werd in 1870 het nog bestaande gemeentehuis gebouwd. Hij was kolonel van de Burgerwacht en lid van de Geschiedkundige, Archeologische en Literaire Vereniging van Ieper.

## Kinderen
Hij trouwde in 1847 met Alix Maria Carolina de Florisone (1823-1857) en ze kregen vijf kinderen, van wie er slechts twee volwassen werden.
- Raoul Marie Jean Baptiste Mazeman de Couthove (1849-1852), verdronk in de vijver van Couthove.
- Marie Alix Pauline Lucio Mazeman de Couthove (1850-1855).
- Gaston Xavier Lucio Mazeman de Couthove (1851-1864), overleden aan roodvonk.
- Valentine Mazeman de Couthove (1853-1900), gehuwd met Philippe graaf Marnix de Ste Aldegonde (1849-1910).
- Baron (1879) Raoul Mazeman de Couthove (1854-1923), burgemeester van Proven. Hij was in 1889 gehuwd met Mathilde Clementine van Outryve d'Ydewalle (1867-1945). Hun huwelijk bleef kinderloos en de familie was in 1923 uitgestorven.

## 't Couthof
Baron de Couthove woonde op het kasteel Couthof, dat zijn grootvader Jean François de Sales Mazeman liet bouwen in 1763. Het kasteel werd door de weduwe van Raoul Mazeman bewoond tot 1945. Het kwam door erfenis in bezit van het Huis d'Udekem d'Acoz dat eveneens twee burgemeesters leverde aan Proven. Achtereenvolgens waren dit Charles Joseph Marie Ghislain baron d'Udekem d'Acoz en zijn zoon Henri d'Udekem d'Acoz, respectievelijk de grootvader en de oom van koningin Mathilde van België.